# Le Cœur et la Main
Versions successives
```
*Création à Paris 1882
```

Personnages
```
*Le Roi d'Aragon
*La Princesse Micaëla
*Don Gaëtan
```

La Cœur et la Main est un opéra-comique en trois actes composé Charles Lecocq, sur un livret de Charles Nuitter et Alexandre Beaume, créé en 1882 à Paris.
L'intrigue tourne autour d'un mariage royal arrangé et de la détermination de l'époux réticent à le renverser. Il découvre finalement que son épouse royale est en fait la femme dont il est tombé amoureux sans connaître sa véritable identité.

## Contexte
Au cours des années 1870, Charles Lecocq supplante Jacques Offenbach en tant que compositeur préféré d'opéras-comiques à Paris. Il est principalement associé au Théâtre de la Renaissance, où Giroflé-Girofla (1874), La Petite Mariée (1875) et Le Petit Duc (1878) connaissent un succès particulier. Après s'être disputé avec le metteur en scène de la Renaissance, Victor Koning, Lecocq transfère son allégeance au théâtre de Nouveautés, où il obtient en 1881 un succès  avec Le Jour et la Nuit. Le Cœur et la Main est écrit pour lui succéder.
Les librettistes du Cœur et la Main, deux nouveaux partenaires du compositeur, sont expérimentés, notamment Nuitter, qui a beaucoup collaboré avec Offenbach dans les années 1860 et 1870. Ils se confrontent encore avec le thème, familier des opéras antérieurs du compositeur, des nuits de noces contrariées et confuses avec une fin heureuse.

## Première représentation
La première a lieu le 19 octobre 1882 au Théâtre des Nouveautés à Paris, alors que Le Jour et la Nuit touche à sa fin. Charles Lecocq prend la décision d'écrire la partie du héros pour une voix baryton plutôt que pour ténor. Le rôle est joué par Eugène Vauthier. Ce dernier, avec Jean-François Berthelier, qui a joué dans Le Jour et la Nuit, sont bien connus du public parisien. Le premier rôle féminin, Micaëla, est joué par Marguerite Vaillant-Couturier, jeune chanteuse faisant ses débuts.

## Distribution originale

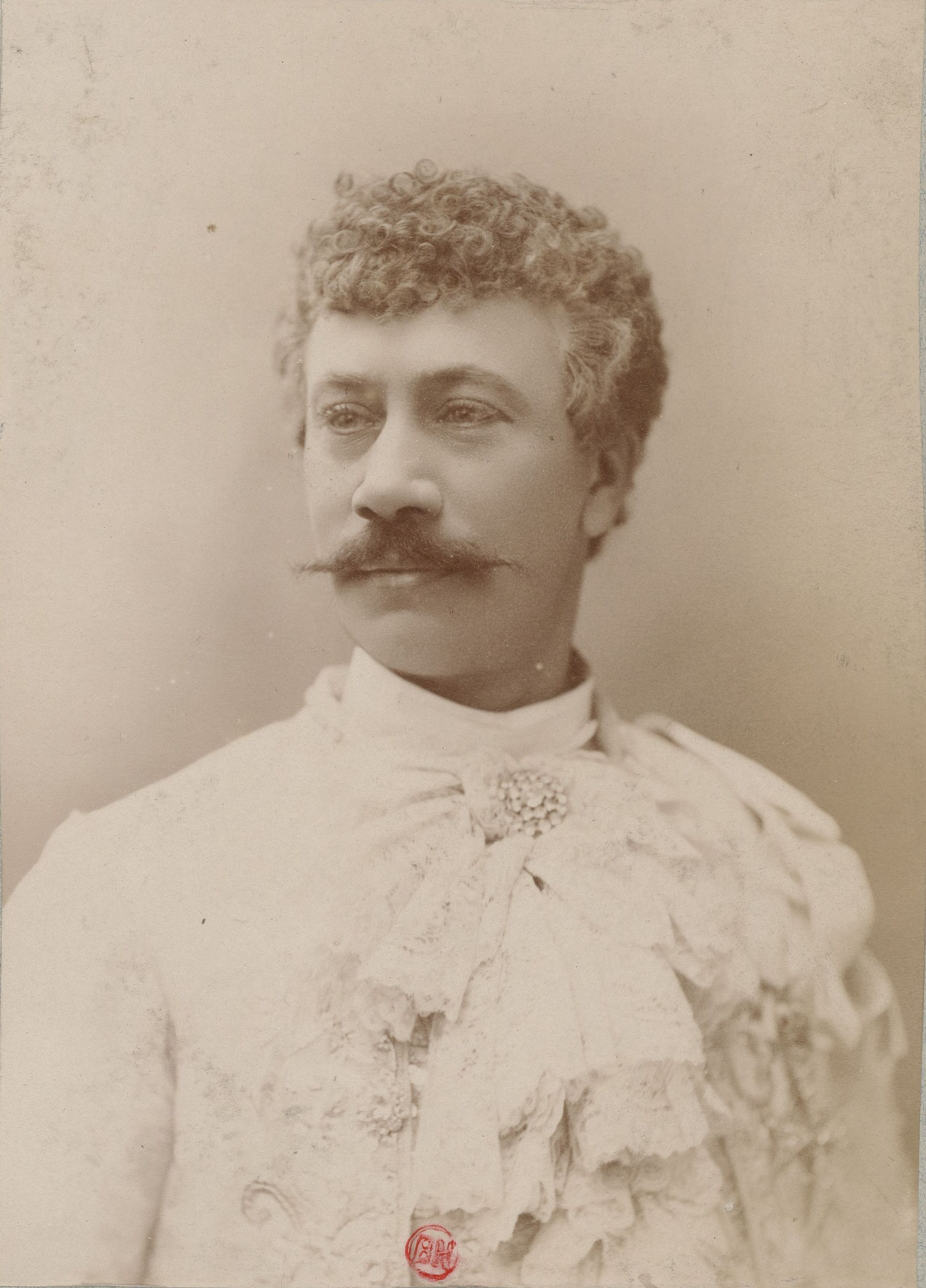
Eugène Vauthier, Gaëtan

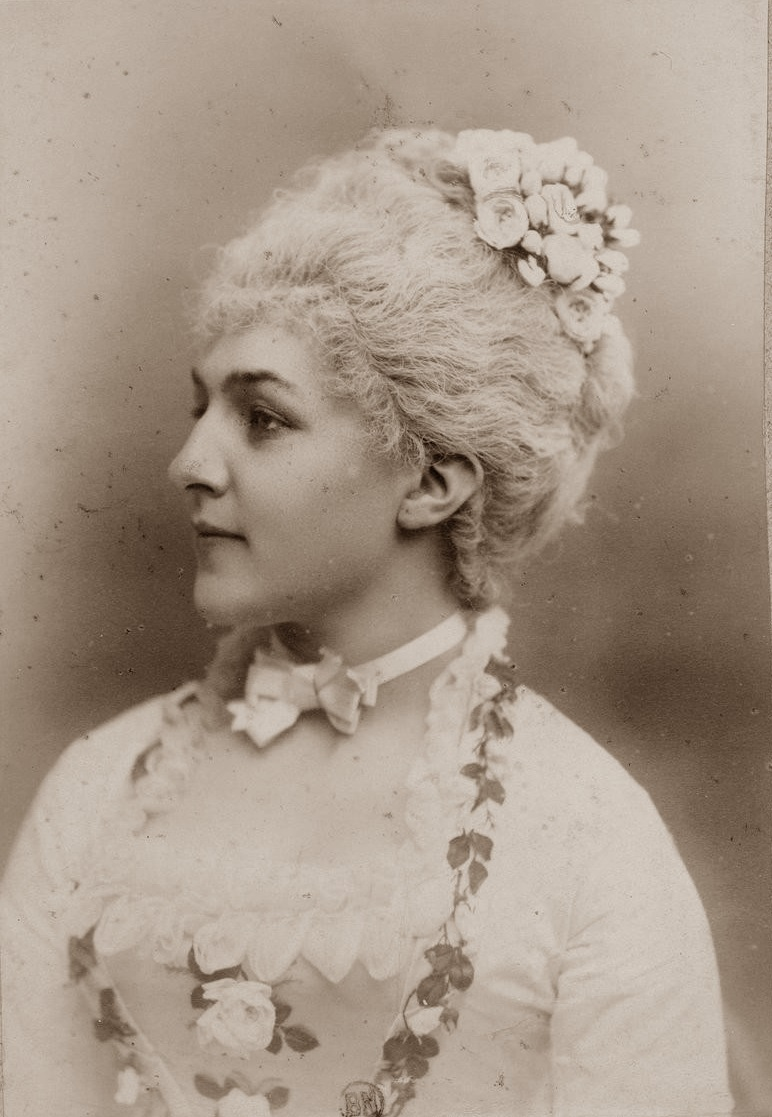
Marguerite Vaillant-Couturier, Micaëla

- Le Roi d'Aragon - Jean-François Berthelier
- La Princesse Micaëla, sa fille – Marguerite Vaillant-Couturier
- Doña Inésilla Vittoria Scholastica Nepomucena, sa duègne – Mme Felcourt
- Don Gaëtan, duc de Madère - Eugène Vauthier
- Don Mosquitos, colonel de l'armée du roi - Scipion
- Moralès, un soldat - Edouard Montaubry
- Joséfa, une jardinière royale – Élise Clary
- Baldomèro, un brigadier – M. Charvet

Source : (en) Gänzl's Book of the Musical Theatre,.

## Synopsis

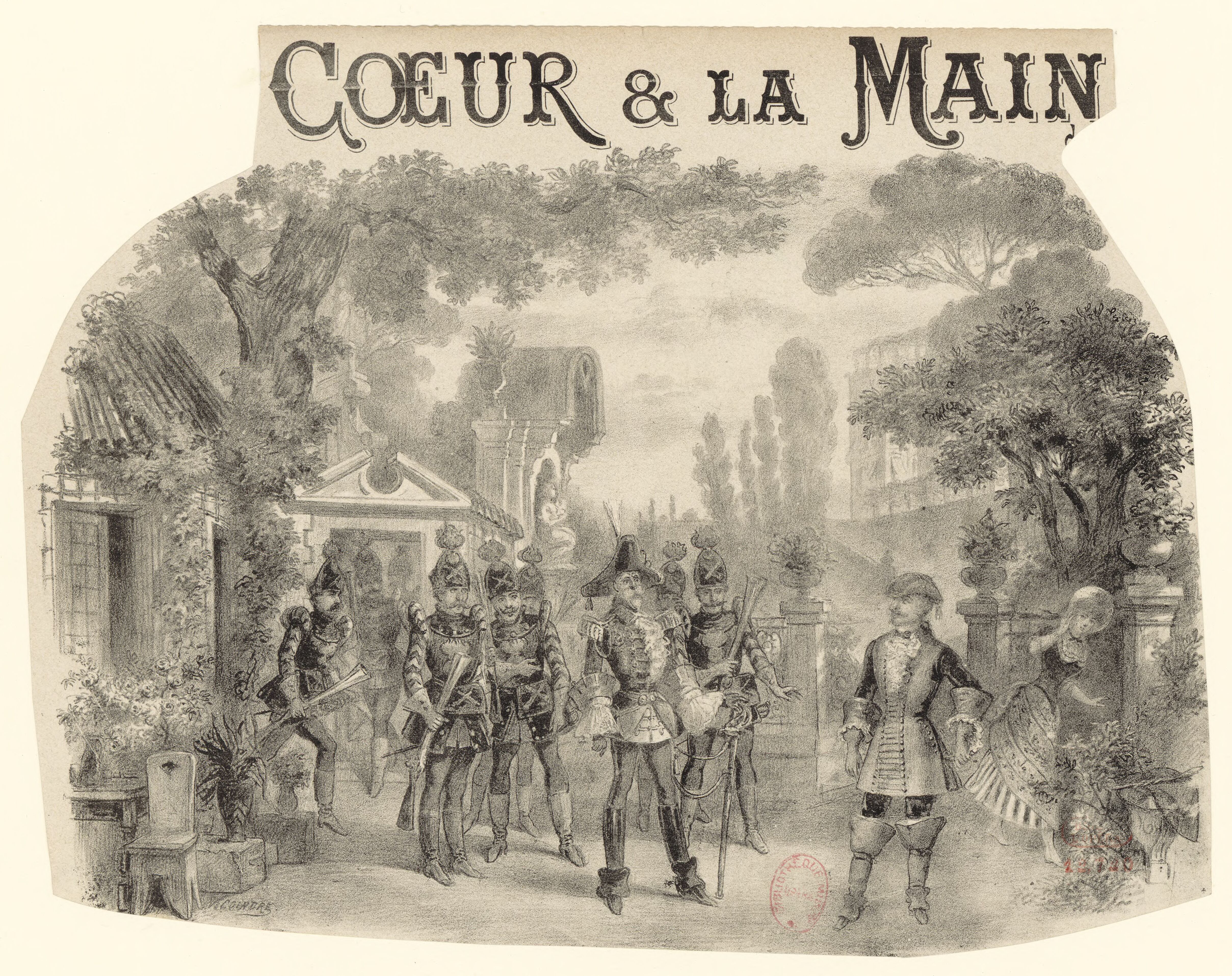
Le Coeur et la Main, estampe de Victor Coindre

L'action se déroule dans un royaume imaginaire, à une période indéterminée.

### Acte I

#### Le parc royal
Un mariage a été arrangé entre Micaëla, la fille du roi, et Don Gaëtan, prince héritier d'un pays voisin. Micaëla n'est pas éprise de la vie de palais et s'évade dès que possible pour rejoindre son amie Joséfa, la jardinière. Gaëtan arrive, en colère d'avoir été contraint à un mariage arrangé. Il est d'une disposition romantique et veut une histoire d'amour. Il échappe à la surveillance discrète à laquelle il est soumis ; le Roi ordonne qu'on le cherche et qu'on le trouve promptement.
Gaëtan échappe à ceux qui le recherchent et sort de sa cachette. Il rencontre Micaëla qui, vêtue des vêtements de Joséfa, se fait passer pour une jardinière. Ils sont immédiatement attirés l'un vers l'autre. Gaëtan dit à Micaëla qu'il est voué à épouser la princesse pour raison d'état, mais ne la regardera même pas pendant toute la cérémonie. Des bruits s'éteignent, et Gaëtan n'a que le temps de déclarer sa flamme à Micaëla. Elle s'enfuit et le roi apparaît, heureux d'avoir retrouvé son futur gendre.

### Acte II

#### Une Grande salle du palais royal
C'est le jour du mariage. Le même jour, Joséfa a épousé son amant, Moralès. Fidèle à sa promesse, Gaëtan refuse de regarder Micaëla pendant le service ou de danser avec elle après. Il ne peut pas s'échapper du palais car toutes les portes sont gardées, mais il est déterminé à ne pas consommer son mariage. Essayant de provoquer un scandale pour détruire le mariage, il fait une passe à la formidable duègne de Micaëla, s'attendant à ce qu'elle fasse un énorme tapage, et il est horrifié quand elle répond avec empressement. Il lui échappe.
La nuit de noces de Joséfa semble aussi peu prometteuse que celle de Gaëtan. Son nouveau mari, Moralès, est chargé de la garde du palais, et ne peut quitter les lieux pour rejoindre sa fiancée. Trouvant la chambre nuptiale de Micaëla et Gaëtan inoccupée, Joséfa et Moralès cèdent à la tentation de s'en servir eux-mêmes. Le roi, fouinant dans l'espoir d'entendre la preuve que le mariage royal se déroule comme il l'espérait, surprend la facturation et le roucoulement de Micaëla et Gaëtan et suppose avec joie que ses plans réussissent.
Gaëtan revient et rencontre Micaela, à nouveau déguisée en jardinière. Leur rencontre devient rapidement amoureuse et ils s'embrassent.

### Acte III

#### Un camp, QG de Gaëtan
Lors d'une grande manœuvre militaire, Micaëla et sa suite se sont retirés dans un couvent voisin. Elle s'absente fréquemment pour être avec Gaëtan, qui se prend toujours pour un jardinier. Le Roi vient dire à Gaëtan que la princesse est enceinte. Gaëtan est perplexe. Moralès lui présente ses excuses pour avoir, la nuit de noces, utilisé la chambre nuptiale à des fins personnelles, et Gaëtan pense désormais savoir qui est le père du futur prince héritier. Tout s'éclaire lorsque Micaëla entre, plus déguisée. Gaëtan se rend compte qu'il a épousé sans le savoir les femmes qu'il aime. Les soldats saluent l'héritier à naître et l'opéra se termine dans la joie générale.

## Airs principaux

### Acte I
- Chœur "C'est demain le mariage"
- Couplets "Au mariage des princesses" (Joséfa)
- Chœur des gardes "C'est nous les gardes du palais"
- Chœur "C'est l'heure de la promenade"
- Mélodie "M'y vois, mais pourrai-je ?" (Micaëla)
- Couplets « Vlan ! J'ai perdu mon genre" (Le Roi)
- Couplets "Au soldat, après la parade" (Morales)
- Rondeau "Ah que de mal on a" (Micaëla)
- Ronde "Ma fille, c'est un mari" (Micaëla)
- Couplets « Par toi divine créature » (Gaëtan, Micaëla)
- Finale : Chorus des Bombardiers "Notre vigilance", "Je suis un prince un peu fantasque" et stretto "on n'a jamais vu çà"

### Acte II
- Entracte
- Introduction "La Princesse qui nous marie"
- Chœur "Dans l'almanach de Gotha"
- Sextet "Il me regarde à peine"
- Danse "La vive cadence" (Gaëtan)
- Couplets "Y'avait un jour dans l'infanterie"
- Chœur "Bientôt à la cathédrale"
- Couplets "Ma Micaëla, ma chère" (Le roi)
- Couplets "Au fond de l'alcôve blottie" (Micaëla)
- Couplets "C'est-là leur chambre nuptiale" (Joséfa, Moralès)
- Grand duo "Mon devoir ailleurs me rappelle" et Boléro "Un soir, José le capitaine" (Capitaine José – Micaëla, Gaétan)

### Acte III
- Entracte
- Chœur de soldats "Il a l'épaulette"
- Couplets "Près du couvent, dans la plaine" (Micaëla)
- Romance "Ah j'enviais les hirondelles" (Micaëla)
- Ensemble "Le parlementaire a sur les yeux un bandeau"
- Chœur de paysans "Ah! Sire, exaucez nos prières" et couplets "Ne craignez rien, les belles filles"
- Couplets "Depuis notre hymen" (Gaëtan)
- Couplets "Monsieur me croit infidèle" (Joséfa)
- Finale "Je suis Princesse et votre épouse" (Micaëla, tous)[5].

## Reprises et adaptations
Deux productions rivales de l'opéra eurent lieu à New York en février 1883, sous les titres Hand and Heart et Micaëla . Il y eut deux autres reprises à New York en 1883 et 1884. L'œuvre ne fut vue à Londres que dix ans après sa première parisienne. Elle y fut présentée sous le titre Incognita et dans une forme fortement révisée en octobre 1892. FC Burnand révisa le livret, Harry Greenbank écrivit de nouvelles paroles, et il y eut des contributions musicales d'Isaac Albéniz dans l'acte II, et de Hamilton Clarke, Alfred Moul et le chef d'orchestre de la production, Herbert Bunning, dans l'acte III.
Dans leur étude de 1988 sur le théâtre musical, Kurt Gänzl et Andrew Lamb n'indiquent aucune autre représentation de la pièce, à Paris ou ailleurs. Lamb, écrivant dans Grove's Dictionary of Music and Musicians, le considère comme le dernier des véritables succès de Lecocq.

## Réponse critique
Le point de vue de Lecocq sur Le Cœur et la Main était :
Une belle pièce dont les deux premiers actes sont les meilleurs. Le troisième ne m'a jamais satisfait. Le succès fut très grand, et madame Vaillant-Couturier, excellente cantatrice, très jolie femme, qui faisait ses débuts dans l'opérette, fit une excellente impression. Tous les rôles étaient bien joués, la mise en scène admirable, et je compte cette œuvre parmi mes plus réussies. Malgré les excellentes recettes du box-office, le directeur du théâtre, pour des raisons administratives qu'il connaît, interrompt brusquement la course après la centième représentation pour monter une autre pièce.
Selon la critique, à l'époque et par la suite, Le Cœur et la Main ressemble trop sensiblement à ses prédécesseurs, musicalement et dramatiquement parlant. Dans son enquête sur l'opérette en 2016, Richard Traubner partage l'opinion du compositeur selon laquelle le troisième acte est faible, et remarque "une tendance à la débauche" qui n'avait pas entaché les œuvres précédentes de Lecocq, et un manque de "l'éclat mélodique" antérieur du compositeur".